# 錢士貴
錢士貴（？—？），字元沖，松江府華亭縣人。明末政治人物。萬曆庚戌進士，歷官知縣、監察御史等職。崇禎末官至刑部右侍郎。

## 生平
萬曆三十四年（1606年）丙午科應天府鄉試舉人，三十八年（1610年）庚戌科進士，授江西進賢縣知縣，丁憂去職。服闕，補上饒縣，以治行出眾，拜授監察御史，疏論移宮、紅丸、梃擊三大案，忤權閹魏忠賢，遂稱病歸里。
崇禎改元，起為故官，遣督糧餉，還掌京畿道。遷南京大理寺丞。以疾免歸，家居十餘年，貢獻鄉里。起為應天府丞，值張獻忠禍亂淮南，餓殍遍地。士貴立義倉，置粥廠，活人甚多。遷南京太常寺卿，又召為刑部右侍郎，未上任卒。詔賜祭葬，祀鄉賢。

## 著作
有《迪吉錄增注》等。

## 外部連結
- 兴盛的奉城高桥集镇